# Carl van der Linde
Carl van der Linde (* 4. April 1861 in Veldhausen; † 13. Januar 1930 in Veldhausen) war ein jüdischer Buchdrucker und niederdeutscher Dichter.

## Beruf und Lebensweg
Carl van der Linde wurde als eines von sieben Kindern in einer jüdischen Händlerfamilie in Veldhausen in der Grafschaft Bentheim geboren. Da sein Vater früh starb, ging es der Familie sehr schlecht. Carl van der Linde absolvierte ab 1874 nach einer dürftigen Schulausbildung eine Buchdruckerlehre in Neuenhaus beim Verlag Heinrich Kip. Anschließend ging er als Geselle für zwei Jahre auf Wanderschaft, die ihn durch Deutschland, Böhmen, Österreich, Ungarn und Norditalien führte. Er fand schließlich 1884 in Hamburg beim Hamburger Fremdenblatt, eines der großen und traditionsreichen Blätter der Hansestadt, die eine nationale, bismarckfreundliche Haltung verfolgte, eine feste Anstellung als Setzer. Er bildete sich stetig weiter und veröffentlichte einige Beiträge für die Fliegenden Blätter, die Lustigen Blätter und die Münchener Jugend, die zumeist mit seinem Kürzel C.v.d.L. gekennzeichnet waren. 1909 schied er aus dem Unternehmen aus, das vollkommen umstrukturiert wurde. Da er jährlich in seiner Urlaubszeit seine in Veldhausen lebende Schwester besuchte, kehrte er 1911 in sein Heimatdorf zurück, wo er als Pensionär lebte und sich 1912 ein Haus baute.

## Öffentliches Wirken
Seit 1920 veröffentlichte Carl van der Linde eine Vielzahl von Gedicht- und gelegentlich auch Prosatexten, zumeist im Grafschafter Plattdeutsch, aber auch in hochdeutscher Sprache. Sie erschienen vor allem in den beiden Blättern des Verlags Kip, dem Zeitung und Anzeigeblatt aus Neuenhaus und den Nordhorner Nachrichten, doch ebenso in der Beilage der Grafschafter Zeitungen Der Grafschafter, in den Grafschafter Heimatkalendern oder in der Wochenzeitung Grafschafter Wochen-Rundschau. Die Bandbreite seiner Gedichte reicht von Naturschilderungen und Stimmungsbildern über Anekdotisches bis hin zu tiefsinnigen Betrachtungen. Kennzeichnend für ihn waren jedoch vor allem seine plattdeutschen Kommentare und Betrachtungen zum politischen Geschehen. Seine bildhafte Sprache, die gekonnte Fügung der Verse sowie die Vielfalt der Themen machten ihn rasch populär, so dass er seine Gedichte, die zum Vortrag geschrieben waren, auf viel besuchten Rezitationsabenden im deutsch-niederländischen Grenzgebiet einer breiten Zuhörerschaft bekannt machte.
1924 verfasste er auch das plattdeutsche Theaterstück Wenn twee sick möögt lien, das zwar aufgeführt wurde, aber inzwischen verschollen ist.
Allerdings erschien erst 1930, einige Monate nach seinem Tod, sein erster Gedichtband Grappen en Grillen, der vom Heimatverein der Grafschaft Bentheim herausgegeben wurde und die politischen Gedichte vollkommen ausklammerte. Während der NS-Zeit verfemt, blieb van der Linde im Bentheimer Land jedoch weiterhin durch zahlreiche Abdrucke seiner Werke vor allem im Bentheimer Jahrbuch, dem Grafschafter und der Emsländischen Geschichte weithin bekannt. 1986 wurde sein Gedichtband neu aufgelegt. Weiterhin erfolgte eine Verbreitung seiner Texte durch Rezitationen auf Kassette oder CD. Erst spät wurde er auch als politischer Dichter, der sich dabei u. a. mit der antisemitischen Zeitströmung auseinandersetzte, wiederentdeckt.

## Postume Ehrungen
- Van der Linde fand seine letzte Ruhestätte auf dem jüdischen Friedhof der Stadt Neuenhaus, wo ihm der Grafschafter Heimatverein im Jahr 1971 einen Gedenkstein widmete.[1]

- Im Januar 2004 wurde die Grundschule in Veldhausen, dessen Vorläufer er selbst besucht hatte, nach ihm benannt.[2]

- 2008 folgte eine zusammenfassende Werkschau mit Lebensbild, das zum plattdeutschen Buch des Jahres 2009 gewählt wurde.

## Werke
- Carl van der Linde: Grappen en Grillen., Nordhorn i. H. Verlag Pötters, 1930. (1986 neu aufgelegt.)
- Carl van der Linde: Löö en Tieden. Ausgewählte Texte und ein Lebensbild. Hrsg. von Helga Vorrink/Siegfried Kessemeier, Veldhausen 2008 (mit Biographie und Bibliographie) ISBN 3-938552-03-4.